# 赛义夫·阿拉伯·卡扎菲
赛义夫·阿拉伯·卡扎菲（阿拉伯语：‎；1982年—2011年4月30日）在利比亞首都的黎波里出生，為該國前領導人穆阿邁爾·格達費的第6個兒子。利比亞當局在2011年4月30日表示，賽義夫與格達費的三名孫子在北約联军於2011年利比亞內戰中对首都的黎波里的空袭裡因住處受到攻擊而身亡，得年29岁。賽義夫也曾在1986年美国空袭利比亚時受傷，當時他才4歲。

## 爭議
他是卡扎菲較不知名的一个儿子之一。他就讀德国慕尼黑技術大學，因此長期居住於慕尼黑。2008年，赛义夫·阿拉伯的法拉利F430跑车曾因为排氣噪音问题而人同車被德国警方扣留。2011年，有消息称，他在班加西加入反政府武装，但是这一消息没有经过证实。根據半島電視台的報導，賽義夫·阿拉伯在慕尼黑的許多時間都是參加娛樂聚會。